# Ford Granada
Forg Granada byl automobil vyšší střední třídy s pohonem zadních kol vyráběný společností Ford v německém Kolíně a v britském Londýně v části Dagenham.

## První generace
Výroba Fordu Granada začala v roce 1972. Nahradil britský Ford Zephyr a německý Ford Taunus. Do roku 1975 byly menší modely nazývány Ford Consul.
Vyráběly se hlavně ve verzi sedan se dvěma nebo čtyřmi dveřmi, ale na trhu byly i čtyřdveřové kombi a dvoudveřové fastbacky (sedany s mírně se svažující střechou).

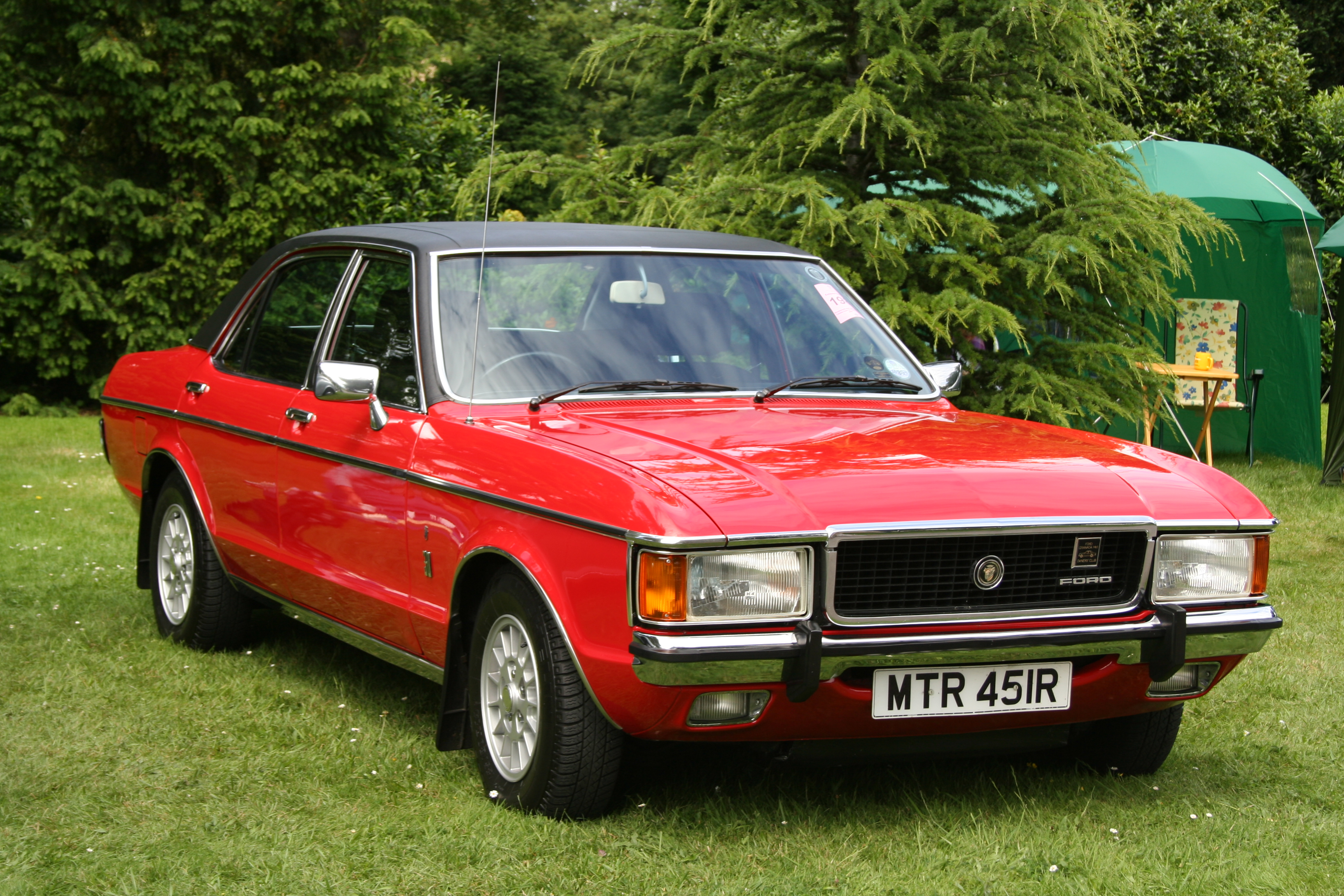
První generace Fordu Granada (1975–1977)
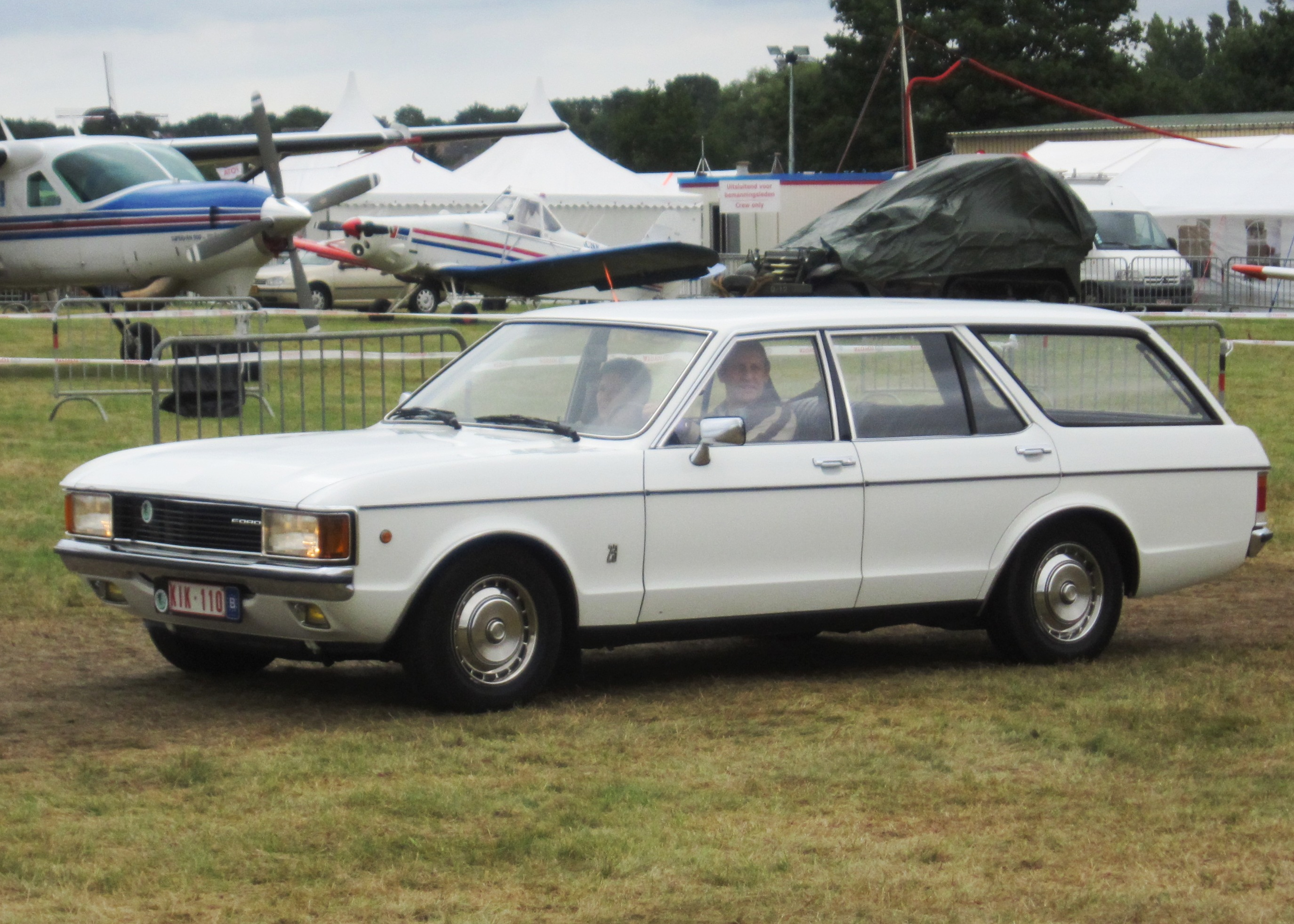
Ford Granada Turnier (1972–1975)
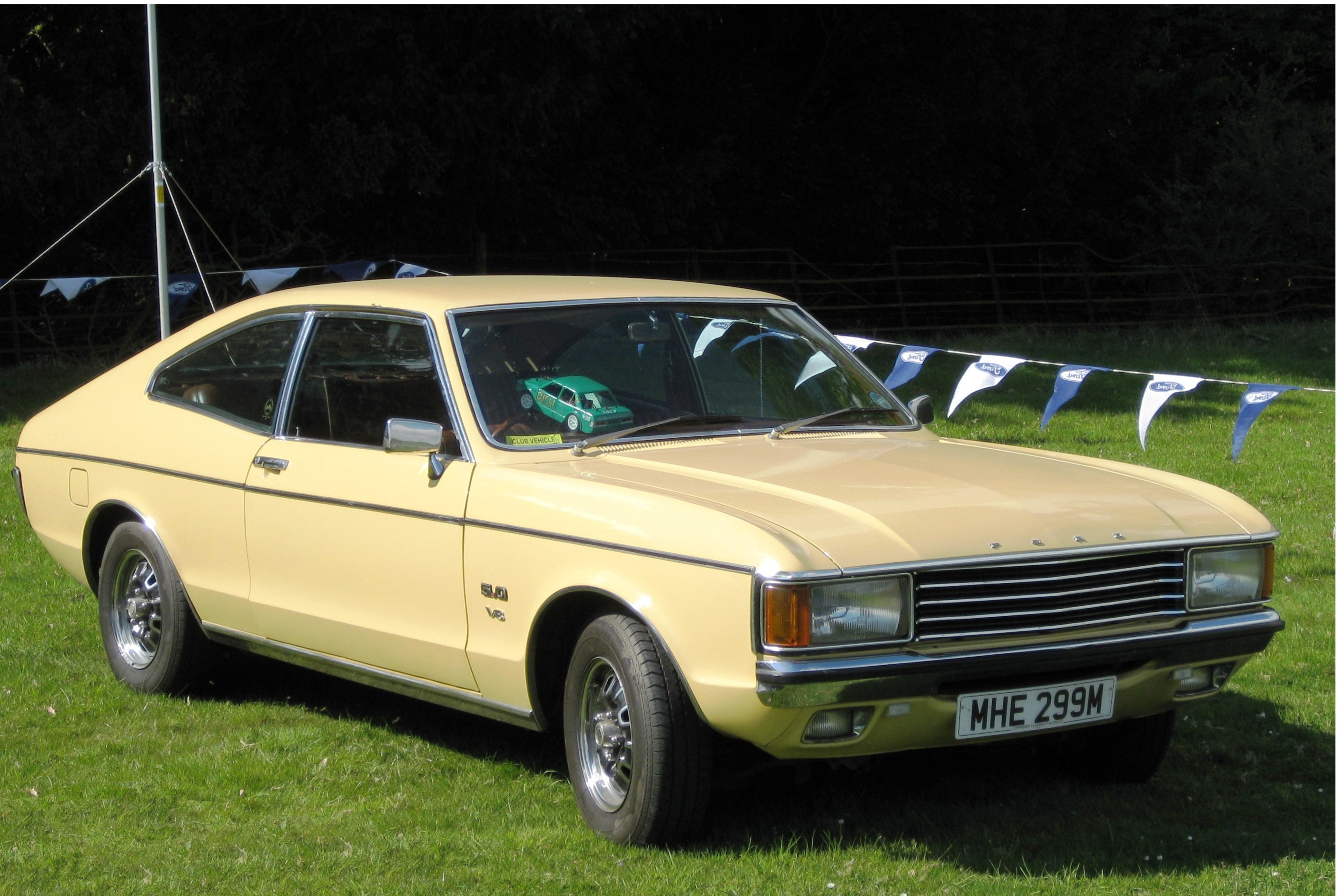
Ford Granada Fastback (1972–1974)
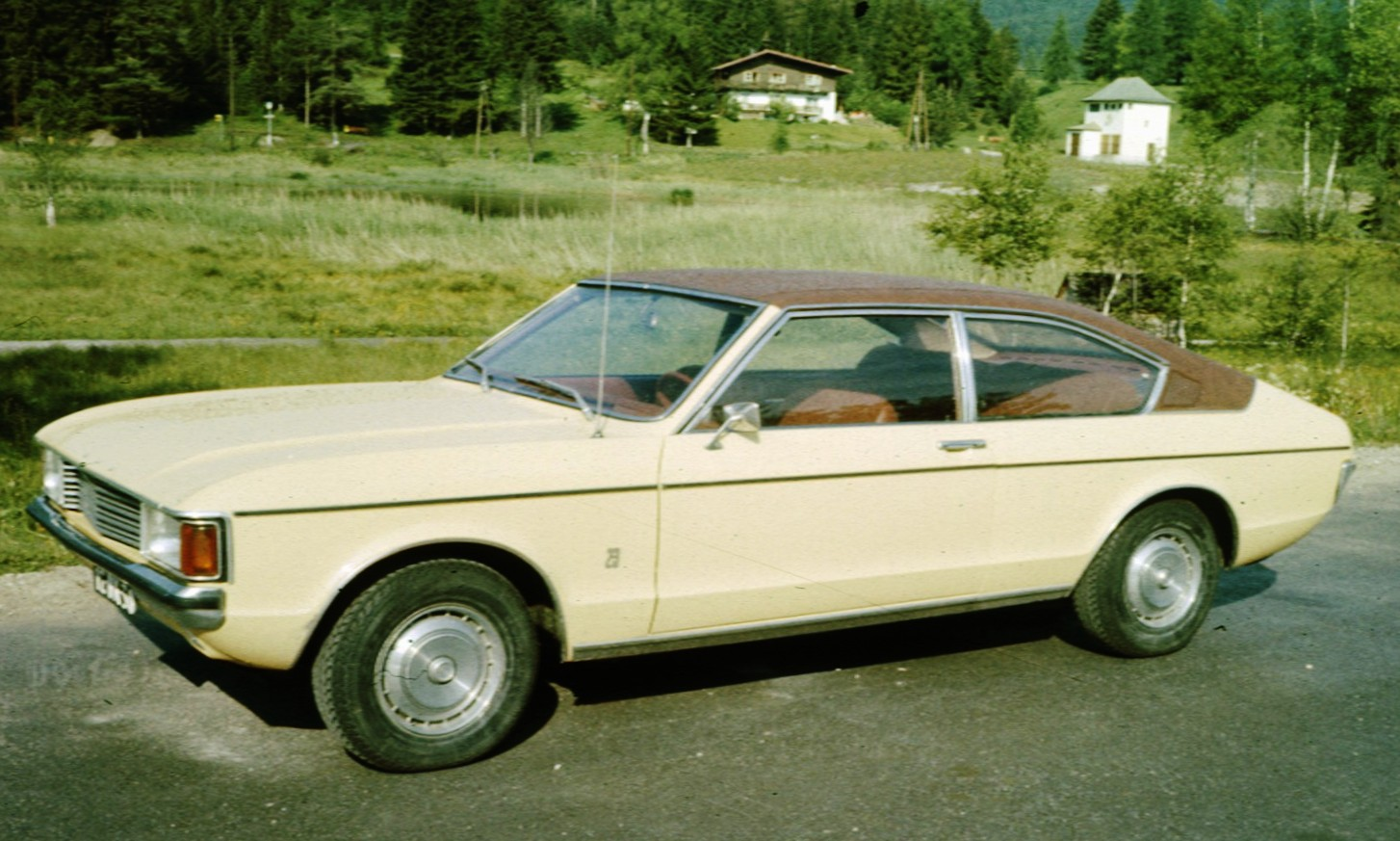
Ford Granada Coupé (1974–1975)

## Druhá generace
První Granady druhé generace se začaly vyrábět v roce 1977. Hlavními rozdíly oproti minulé generaci byly např. jiné některé motory a klimatizace u dražších verzí. Stejně jako u předchozí generace byly k dostání dvoudveřový a čtyřdveřový sedan a kombi, fastback chyběl. Roku 1982 proběhl malý facelift zahrnující přední masku, jiné zadní světlomety a pár drobností a 3. 3. 1985 byla výroby Granady ukončena. Druhá generace Granady si zahrála v seriálu Profesionálové v rukou Cowleyho který řídil žlutou 2.0L (1977) červenou 2.8i Ghia (1978-1979) a dvě černé 2.8i Ghia (1980-1981). V Záhadách Slavičího domu britské detektivkářky P.D. Jamesové (1983) vozí komisaře Dalglieshe stříbrný Ford Granada 2.3 V6. Také v britském detektivním seriálu Dempsey a Makepeaceová je možné vidět Granadu druhé generace.

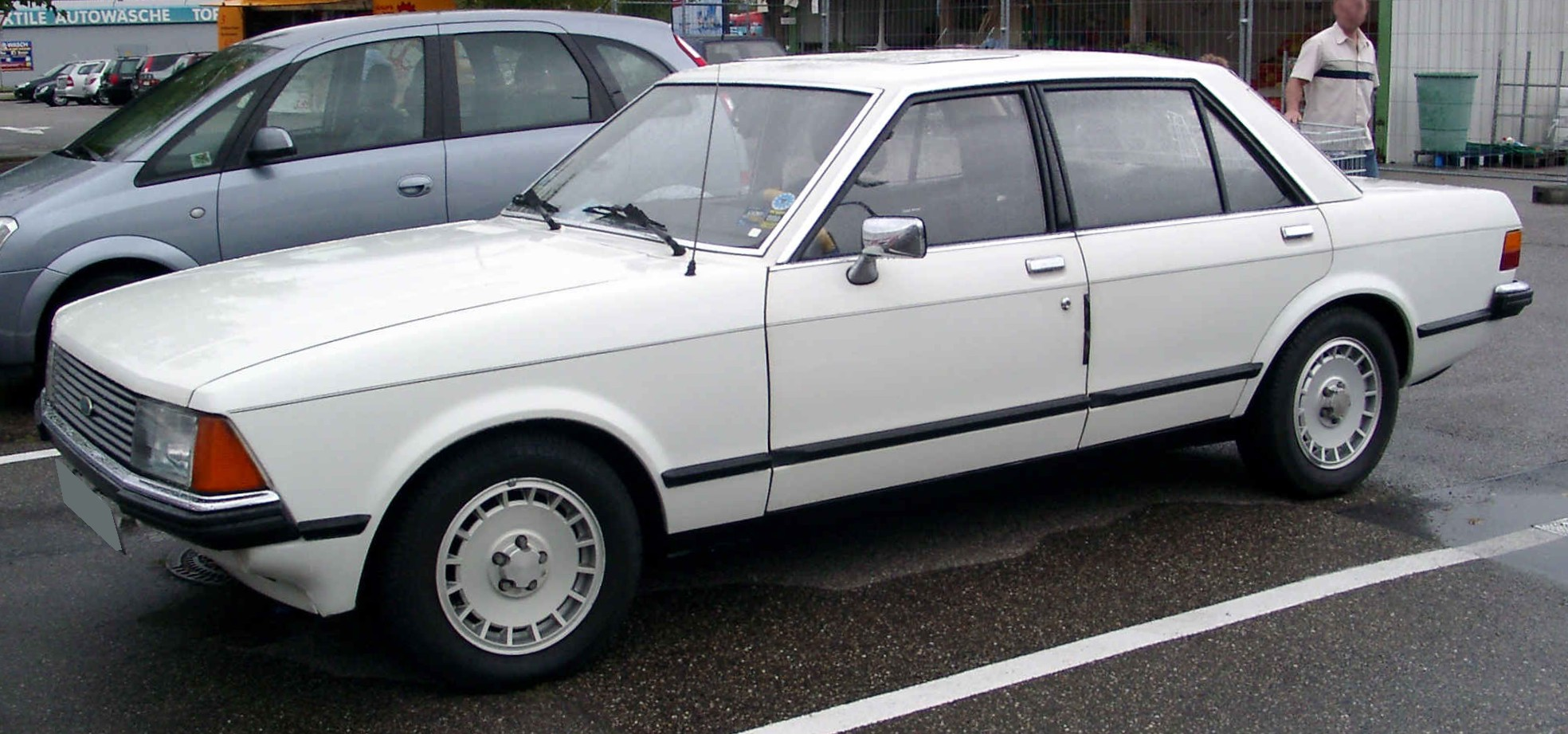
Ford Granada (1977–1981)
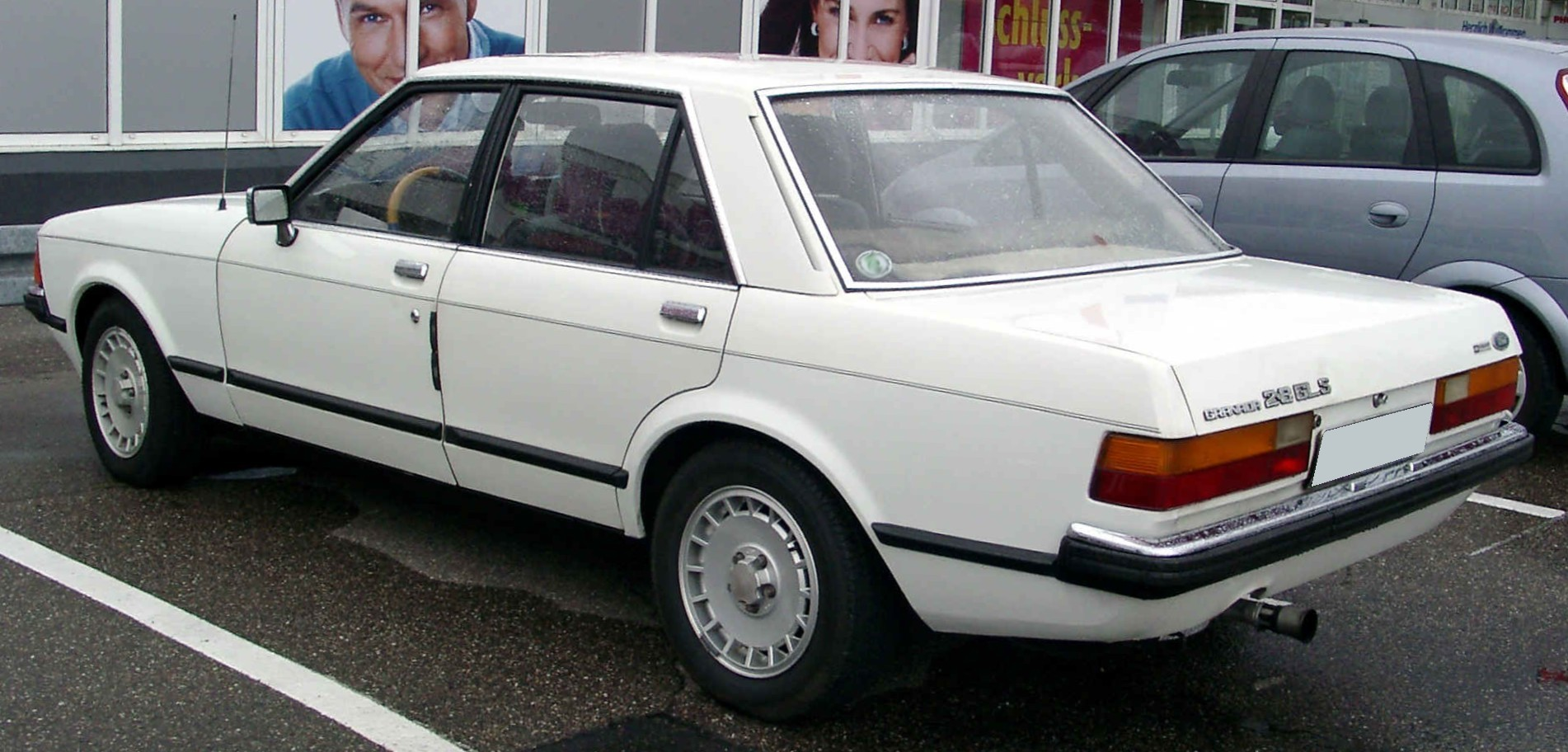
Zadek vozu
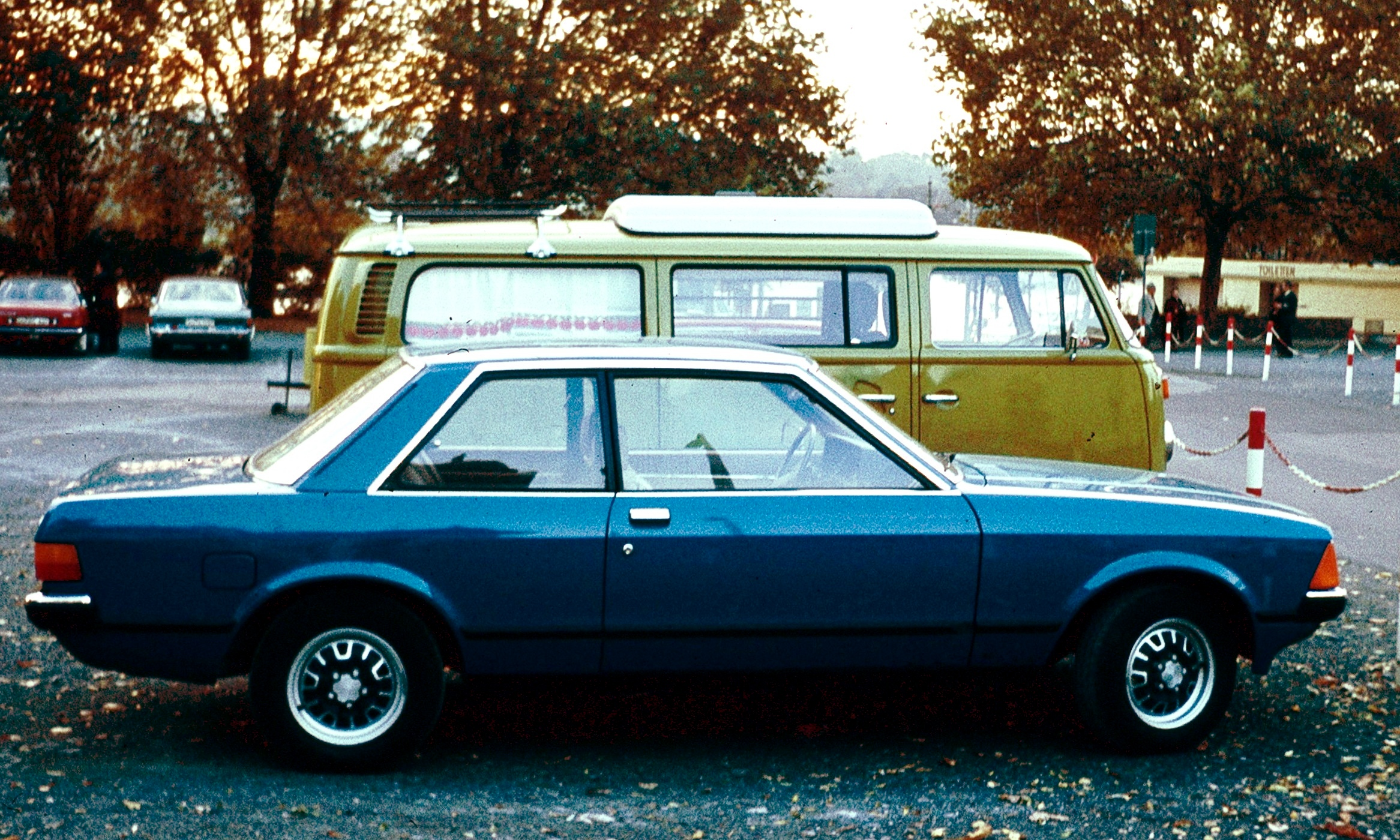
Ford Granada jako dvoudvéřová limuzína
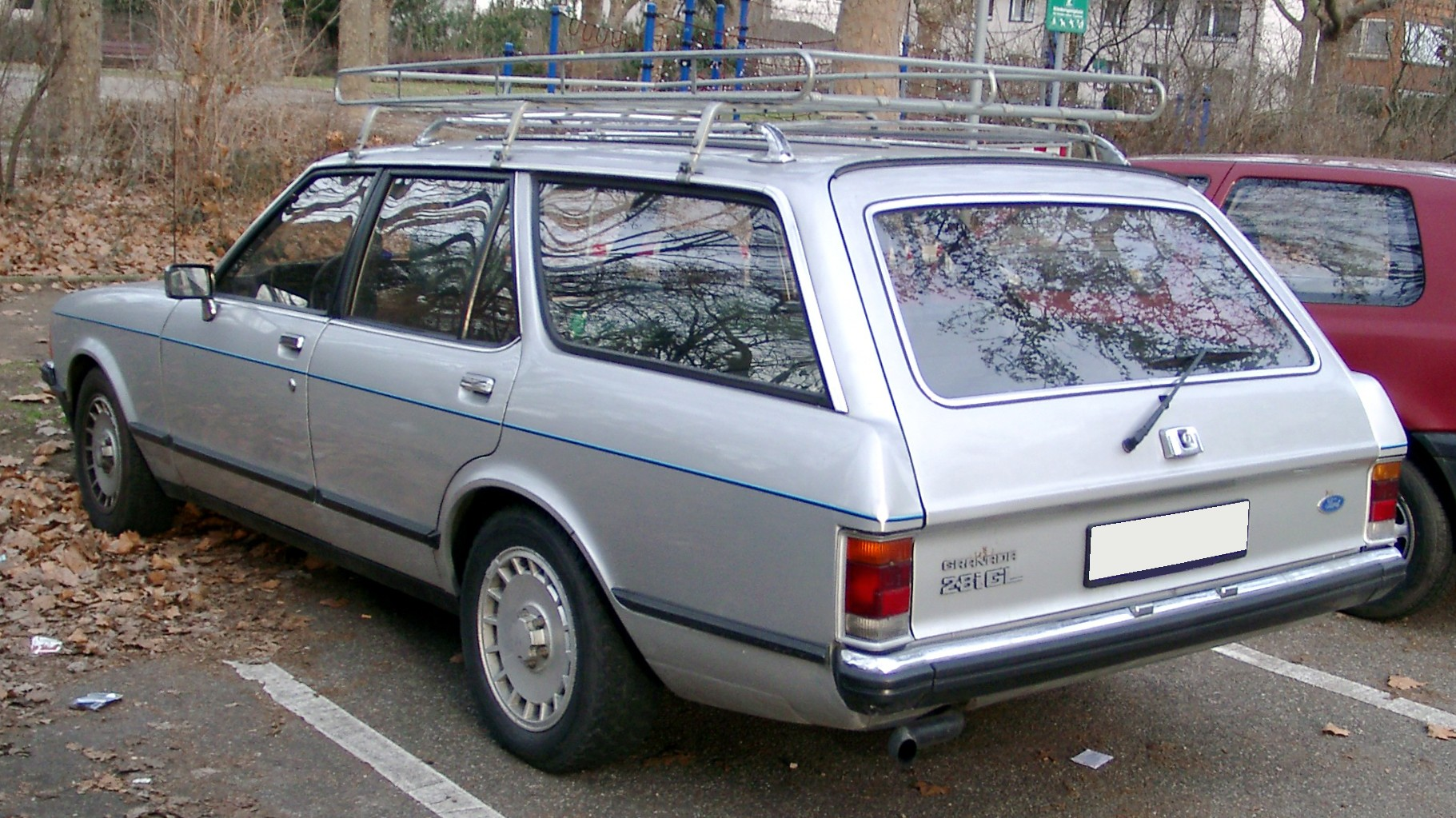
Ford Granada Turnier (1977–1981)

## Třetí generace

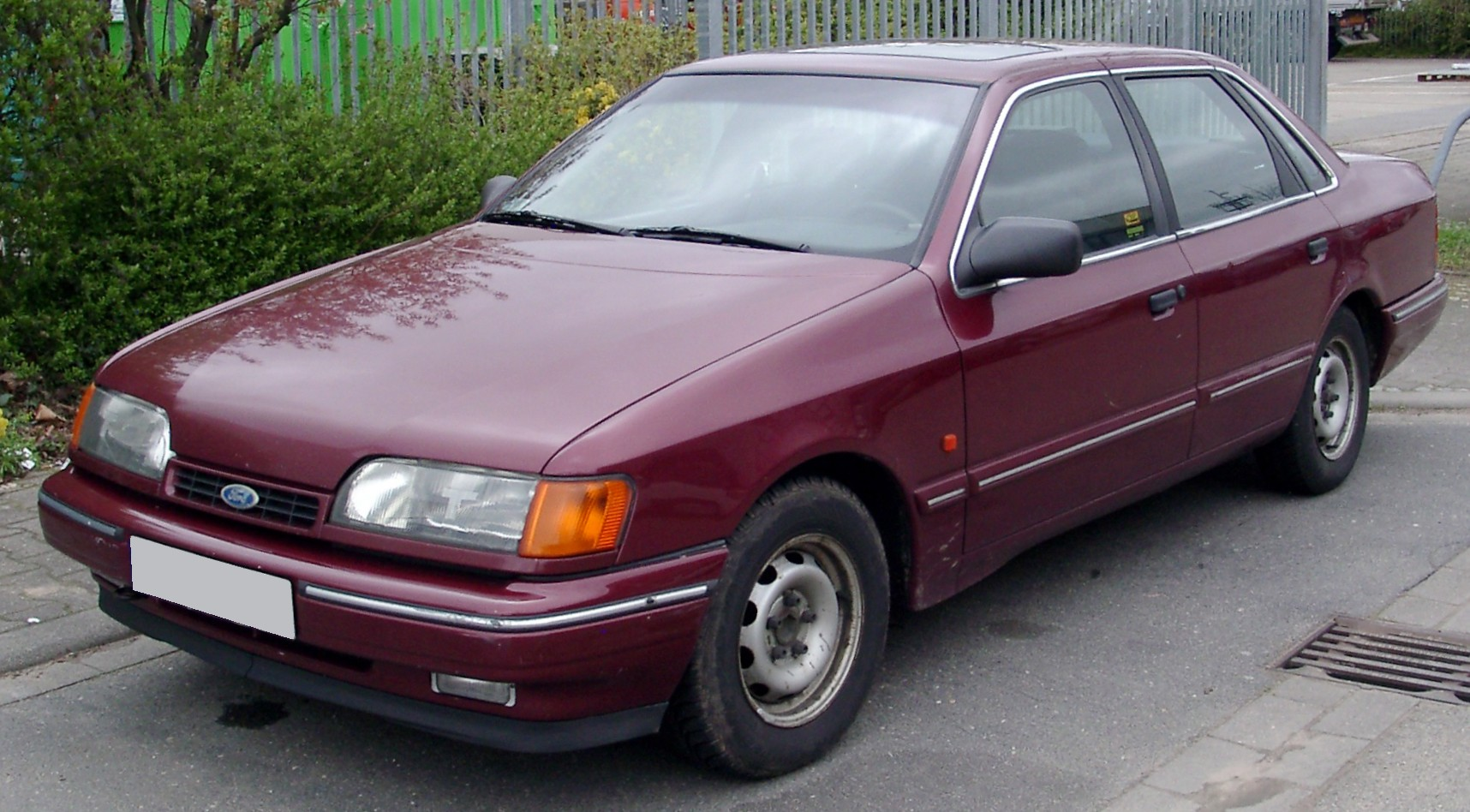
Ford Scorpio I

Třetí generace byla vyráběna jen ve Velké Británii. Už se nejednalo o Ford Granada, ale o nový Ford Scorpio. První generace Scorpia se i ve Velké Británii jmenovala Granada.